# GX 339-4
GX 339-4是銀河系內一個中等強度輻射源的光變低质量X射线聯星（LMXB），並且不定時發出閃焰的黑洞候選天體。根據光譜觀測，發現該系統的黑洞質量不低於太陽的5.8倍。

## 概要
GX 339-4的輻射爆發觀測資料顯示該系統呈現準週期振盪（QPO）變化。光度上升階段時的QPO頻率隨著黑洞周圍的吸積邊界層逐漸靠近黑洞而增加；反之則因為吸積物質黏度下降，邊界層遠離黑洞而降低。因此，GX 339-4的頻率變化觀測資料已經良好擬合在次克卜勒流形式下的傳播與震盪衝擊狀態（页面存档备份，存于）模型。整個光譜觀測資料也非常良好地符合雙分量平流解模型（页面存档备份，存于）。
另有數篇論文指出從無線電波到紅外線波段觀測到強大的相对论性喷流。

## 外部連結
- Optical Observations of the black hole candidate GX 339-4 Cowely et al.
- Big Ol’ Black Hole Jets （页面存档备份，存于）